# Lukáš Rosol
Lukáš Rosol (* 24. července 1985 Brno) je bývalý český tenista, vítěz Davisova poháru 2012 a 2013. Na profesionálních okruzích se pohyboval v letech 2004–2024. V rámci okruhu ATP Tour vyhrál dva singlové turnaje, Romanian Open 2013 a Winston-Salem Open 2014. K nim přidal tři deblové trofeje, jimiž udržel finálovou neporazitelnost ve čtyřhře. Na challengerech ATP a okruhu ITF získal osmnáct titulů ve dvouhře a dvacet pět ve čtyřhře. Od roku 2023 byl jeho domovským klubem TK Horní Měcholupy. Mezi roky 2014–2022 hrál za Spartu Praha a předtím za přerovský klub.
Na žebříčku ATP byl ve dvouhře nejvýše klasifikován v září 2014 na 26. místě a ve čtyřhře pak v říjnu téhož roku na 37. místě. Trénovali ho Lukáš Dlouhý, do června 2015 Ctislav Doseděl, poté Adrian Sikora a Hynek Frömel.
Ve druhém kole Wimbledonu 2012 překvapivě zdolal jako 100. hráč žebříčku světovou dvojku a dvojnásobného vítěze turnaje Španěla Rafaela Nadala v pěti setech. Jednalo se o jeho druhou výhru nad hráčem elitní dvacítky žebříčku. Televizní stanice Eurosport uvedla, že se jednalo o jedno z nejpřekvapivějších vítězství v historii tenisu. Na grandslamu se ve dvouhře nejdále probojoval do třetích kol French Open 2011 a Wimbledonu 2012.
V únoru 2013 odehrál nejdelší zápas tenisové čtyřhry na okruhu ATP, když se spoluhráčem Tomášem Berdychem porazili švýcarské hráče Stanislase Wawrinku a Marca Chiudinelliho v prvním kole Světové skupiny Davisova poháru po sedmi hodinách a dvou minutách.

## Týmové soutěže

### Davisův pohár
V Davisově poháru nastoupil k sedmnácti mezistátním utkáním s bilancí 14–10 ve dvouhře a 2–3 ve čtyřhře.
V českém daviscupovém týmu debutoval v roce 2011 bukurešťskou zářijovou světovou baráží proti Rumunsku. Za rozhodnutého stavu porazil ve čtvrté dvouhře Maria Copila. Česko zvítězilo 5:0 na zápasy. V roce 2012 byl poprvé členem vítězného týmu, který ve finále porazil Španělsko. V ročníku nastoupil do úvodního kola a čtvrtfinále.
V únoru 2013 odehrál nejdelší zápas tenisové čtyřhry, když v týmu s Tomášem Berdychem porazil švýcarské hráče Stanislase Wawrinku a Marca Chiudinelliho v úvodním kole Světové skupiny po 7 hodinách a 2 minutách. Ve čtvrtfinále na kazašské antuce zvládl poprvé roli týmové jedničky poté, co se omluvil Tomáš Berdych a Radek Štěpánek se vracel po zranění. V pátek porazil Andreje Golubjeva a v neděli dovršil český postup do semifinále výhrou nad Jevgenijem Koroljovem. Češi ovládli i bělehradské finále nad Srbskem, v němž byl členem družstva. Připsal si tak druhý titul v soutěži. V ročníku odehrál úvodní kolo, čtvrtfinále a semifinále. 

#### Spor s Českým tenisovým svazem
V roce 2021 vybojoval jako člen daviscupového týmu postup z kvalifikačního kola do listopadové finálové skupiny v Innsbrucku, kam získal rovněž nominaci. Hráči družstva se mezi sebou dohodli na rozdělení odměn od Mezinárodní tenisové federace, která jim za účast na turnaji náležela. Den před odjezdem na turnaj jim zaslal prezident Českého tenisového svazu Ivo Kaderka e-mail, podle kterého dohodu hráčů nerespektuje a nařizuje, kdo má kolik z odměny obdržet. Zároveň uvedl, že kdo nebude toto jeho rozhodnutí respektovat, na turnaj neodjede. Rosol takové jednání považoval za vydírání a podvod, přesto však smlouvu navrženou Kaderkou podepsal. Když se pak v den odjezdu na místo odjezdu dostavil, bylo mu sděleno, že do Innsbrucku neodcestuje, protože jeho smlouvu Kaderka za svaz nepodepsal.
Rosol se následně stal terčem neformálního embarga ze strany tenisových klubů podporovaných ČTS, které mu odmítaly i prostý pronájem kurtu ze strachu, aby nepřišly o dotace od svazu. Tenista si musel najít klub, který na dotacích od ČTS závislý není. V roce 2023 podal na Český tenisový svaz žalobu, ve které požadoval kompenzaci za neúčast na innsbruckém finále Davis Cupu 2021 ve výši odměny, kterou mu Kaderka navrhoval. Pražský obvodní soud však v říjnu 2023 žalobu proti svazu o náhradu zamítl.

## Tenisová kariéra
V letech 2007 a 2011 se stal mistrem České republiky ve dvouhře mužů, když zvítězil na Rieter Cupu v Ústí nad Orlicí. V lednu 2010 triumfoval na Halovém mistrovství republiky v Plzni. Ve druhém kole na French Open 2011 zdolal v pěti setech osmého hráče světa Rakušana Jürgena Melzera z pozice kvalifikanta.

### Wimbledon 2012: Výhra nad Rafaelem Nadalem
Ve Wimbledonu poprvé postoupil do hlavní soutěže londýnského turnaje. V úvodním kole si poradil s Chorvatem Ivanem Dodigem ve čtyřech setech a ve druhé fázi jej čekal dvojnásobný vítěz a druhý nasazený Rafael Nadal.

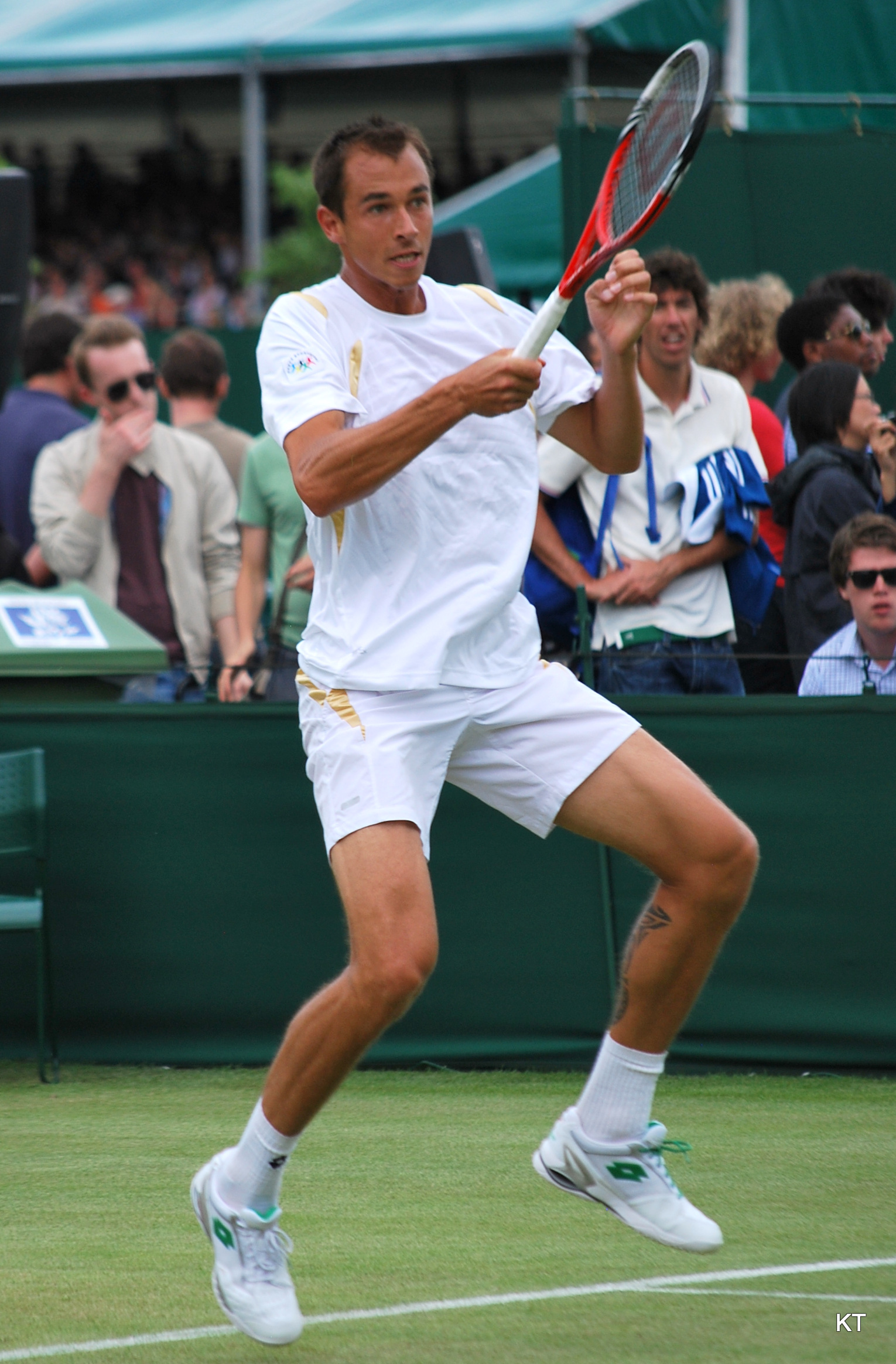
V utkání prvního kola Wimbledonu 2012

Utkání se odehrálo 28. června na vyprodaném centrálním dvorci. Před utkáním stý hráč světa Rosol prohlásil: „I Nadal je jen člověk, na trávě ho můžu porazit.“ Úvodní sadu po vyrovnaném průběhu ztratil v tiebreaku 9:11, přestože měl tři setboly. Další dva sety si připsal vždy poměrem 6–4. Ve čtvrtém dějství, kdy Čech snížil úspěšnost podání a dvě z nich prohrál, dominoval Španěl 6–2. Před pátou rozhodující sadou byla pro nastupující tmu zatažena střecha, což si vyžádalo 40minutovou přestávku. Na uměle osvětleném dvorci Nadal prohrál hned svůj první servis a nedokázal jej už zpátky získat. Rosol hrál přesnou a tvrdou nátlakovou hru s rychlostí forhendů až 155 kilometrů za hodinu. Celkově zahrál 65 vítězných míčů a 22 es. Utkání zakončil po třech hodinách a osmnácti minutách esem v čisté hře a konečným poměrem 6–4. Nadal tak vypadl poprvé po sedmi letech již ve druhém kole grandslamu.
Utkání vzbudilo odezvu v celém tenisovém světě. BBC po zápase uvedla: „Rosol neudělal chybu, předvedl šílený výkon. Vůbec nezáleželo na tom, kdo stál na druhé straně kurtu. Je to užasné, vůbec jsme o něm nevěděli, přitom předvádí takový tenis.“ Bývalý Agassiho trenér Darren Cahill prohlásil, že Rosol „ukázal neuvěřitelnou tenisovou odvahu, nebojácnost" a indický tenista Rohan Bopanna dodal: „Tohle jsem nikdy neviděl. Z forhendu, bekhendu i ze servisu střílel jako z blesku.“ Český tenista na pozápasové tiskové konferenci sdělil: „Nevím, co mám říci. Jsem plný emocí. Nejsem jenom překvapený, je to jako zázrak.“ Ve třetím kole nestačil na Němce Philippa Kohlschreibera ve třech setech.

### 2013: První singlový titul ATP Tour v Bukurešti
Na úvodním grandslamu sezóny Australian Open porazil v úvodním kole Brita Jamieho Bakera. Ve druhém kole skončil na raketě kanadské turnajové třináctky Milose Raonice.
První singlový titul na okruhu ATP získal 28. dubna, když ve finále antukového BRD Năstase Țiriac Trophy hraného v Bukurešti zdolal Španěla Guillerma Garcíu-Lópeze 6:3 a 6:2. V následné pondělní klasifikaci se posunul o třináct míst na své maximum, když mu patřilo 35. místo (1105 bodů). Ve druhé polovině října přidal titul ze čtyřhry na vídeňském Erste Bank Open, kde po boku rumunského hráče Florina Mergey vyhráli finále nad zkušeným rakousko-kanadským párem deblových specialistů Julianem Knowlem a Danielem Nestorem ve dvou setech. Získané body jej posunuly na nejvyšší kariérní postavení na žebříčku ATP ve čtyřhře, když po turnaji figuroval na 73. příčce.

### 2014: Vítěz dvouhry ve Winston-Salemu a člen Top 30

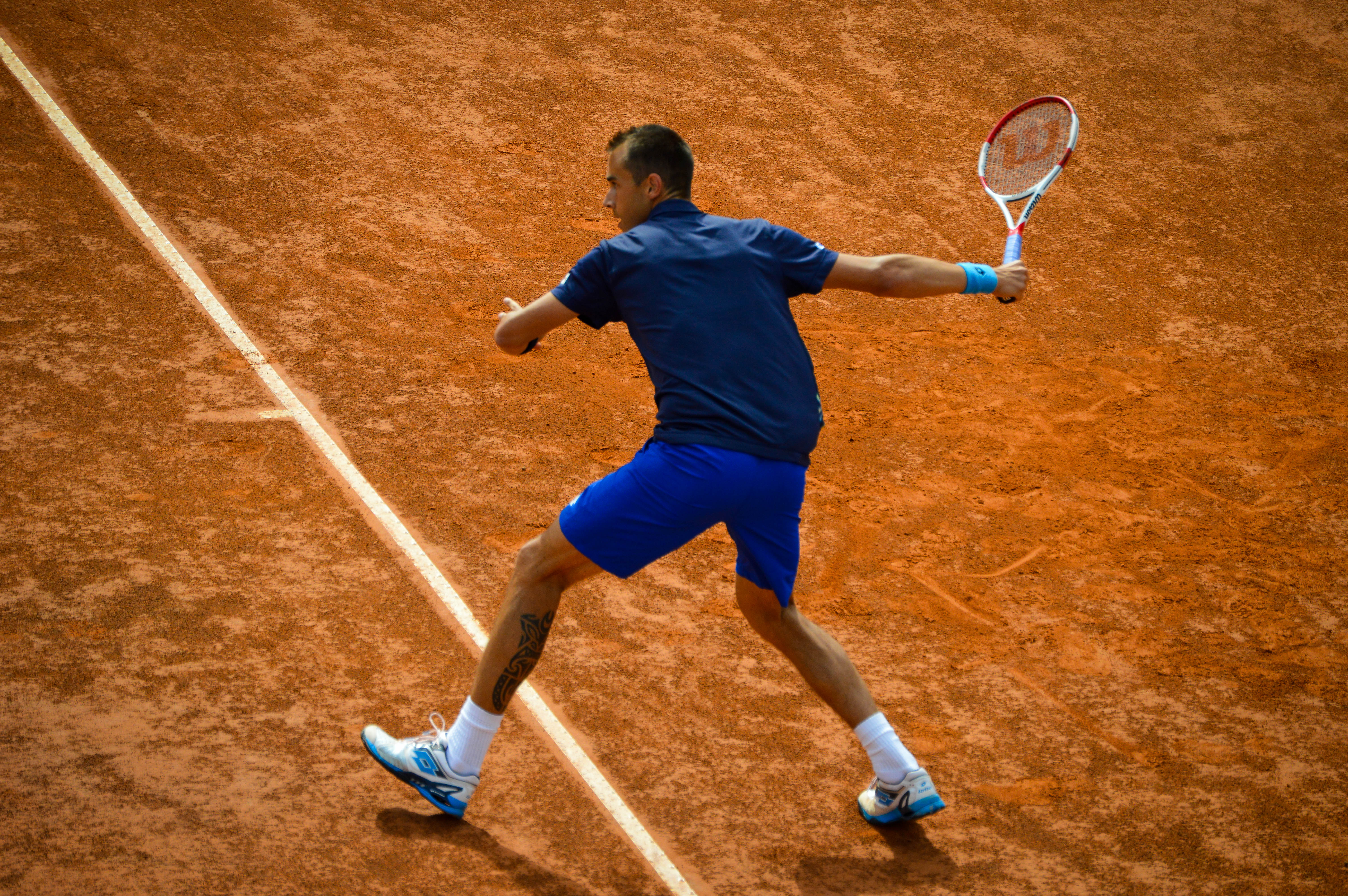
Forhend na Rome Masters 2014

Do sezóny vstoupil lednovým Qatar ExxonMobil Open v katarském Dauhá, kde na úvod ve dvou setech nestačil na světovou jedničku a pozdějšího vítěze Rafaela Nadala. Před touto prohrou byli Rosol s Nikolajem Davyděnkem jedinými dvěma aktivními tenisty na okruhu, kteří měli s Nadalem kladnou bilanci zápasů. Rosolova porážka znamenala srovnání poměru utkání na 1–1, Davyděnko dále držel bilanci výher a proher 6–5.
Následně odletěl do Austrálie, kde nastoupil na Apia International Sydney. V prvním kole přehrál Portugalce João Sousu až po zisku tiebreaku závěrečné, třetí sady. Poté však nestačil na ruskou turnajovou čtyřku Dmitrije Tursunova ve třech sadách. Spolu se Sousou si zahráli čtyřhru. Ve čtvrtfinále dokázali porazit světové jedničky bratry Mika a Boba Bryanovi. V dalším kole však vypadli. Na otevíracím grandslamu roku Australian Open skončil v prvním kole se sedmnáctým nasazeným Španělem Tommym Robredem po pětisetové bitvě, když nedokázal využít vedení 2:1 na sety a rozhodující dějství prohrál těsně 6–8.

## Soukromý život
V listopadu 2008 se oženil s atletkou Denisou Ščerbovou, která přijala jeho příjmení. Na jaře 2011 oznámili konec manželství. S televizní moderátorkou Michaelou Ochotskou má syna Andrého Rosola narozeného v lednu 2015. Sňatek páru proběhl 13. července 2015 na farmě  Čapí hnízdo v Olbramovicích. V prosinci 2016 manželé oznámili odloučení a v listopadu 2017 bylo manželství rozvedeno. V lednu 2018 se potřetí oženil s Petrou Kubinovou. Do manželství se v dubnu 2023 narodil syn Luka Rosol.

## Finále na okruhu ATP Tour
| Legenda                     |
| --------------------------- |
| D – dvouhra, Č – čtyřhra    |
| Grand Slam (0)              |
| Turnaj mistrů (0)           |
| ATP Tour Masters 1000 (0)   |
| ATP Tour 500 (0)            |
| ATP Tour 250 (2–2 D; 3–0 Č) |

### Dvouhra: 4 (2–2)
| Stav      | č. | datum             | turnaj                       | povrch | soupeř ve finále       | výsledek           |
| --------- | -- | ----------------- | ---------------------------- | ------ | ---------------------- | ------------------ |
| Vítěz     | 1. | 28. dubna 2013    | Bukurešť, Rumunsko           | antuka | Guillermo García-López | 6–3, 6–2           |
| Finalista | 1. | 27. dubna 2014    | Bukurešť, Rumunsko           | antuka | Grigor Dimitrov        | 6–7(2–7), 1–6      |
| Finalista | 2. | 13. červenec 2014 | Stuttgart, Německo           | antuka | Roberto Bautista Agut  | 3–6, 6–4, 2–6      |
| Vítěz     | 2. | 23. srpna 2014    | Winston-Salem, Spojené státy | tvrdý  | Jerzy Janowicz         | 3–6, 7–6(7–3), 7–5 |

### Čtyřhra: 3 (3–0)
| Stav  | č. | datum             | turnaj           | povrch | spoluhráč        | soupeři ve finále                     | výsledek      |
| ----- | -- | ----------------- | ---------------- | ------ | ---------------- | ------------------------------------- | ------------- |
| Vítěz | 1. | 6. ledna 2012     | Dauhá, Katar     | tvrdý  | Filip Polášek    | Christopher Kas Philipp Kohlschreiber | 6–3, 6–4      |
| Vítěz | 2. | 20. října 2013    | Vídeň, Rakousko  | hala   | Florin Mergea    | Julian Knowle Daniel Nestor           | 7–5, 6–4      |
| Vítěz | 3. | 27. července 2014 | Umag, Chorvatsko | antuka | František Čermák | Dušan Lajović Franko Škugor           | 6–4, 7–6(7–5) |

## Finále na challengerech ATP a okruhu ITF
| Legenda                      |
| ---------------------------- |
| Challengery (9–2 D; 11–18 Č) |
| ITF (11–19 D; 14–6 Č)        |

### Dvouhra: 30 (18–12)
| Stav      | č.  | datum              | turnaj                    | povrch      | soupeř ve finále        | výsledek                     |
| --------- | --- | ------------------ | ------------------------- | ----------- | ----------------------- | ---------------------------- |
| Finalista | 1.  | 29. srpna 2005     | Szolnok, Maďarsko         | antuka      | Kornél Bardóczky        | 6–2, 6–1                     |
| Finalista | 2.  | 27. února 2006     | Vratislav, Polsko         | tvrdý (h)   | Thomas Oger             | 6–3, 2–6, 7–6(7–4)           |
| Vítěz     | 1.  | 29. srpna 2006     | Zabrze, Polsko            | tvrdý (h)   | Alexandr Krasnoruckij   | 6–3, 6–3                     |
| Finalista | 3.  | 10. července 2006  | Trevír, Německo           | antuka      | Niels Desein            | 2–6, 7–6(7–1), 6–4           |
| Finalista | 4.  | 17. července 2006  | Waterloo, Belgie          | antuka      | Pavol Červenák          | 6–4, 6–4                     |
| Finalista | 5.  | 21. srpna 2006     | Poznaň, Polsko            | antuka      | Jan Minář               | 6–4, 6–3                     |
| Vítěz     | 2.  | 16. října 2006     | La Roche-sur-Yon, Francie | tvrdý (h)   | Julien Jeanpierre       | 7–5, 6–3                     |
| Vítěz     | 3.  | 4. prosince 2006   | Opava, Česko              | koberec (h) | Joshua Goodall          | 6–7(5–7), 6–4, 7–6(10–8)     |
| Vítěz     | 4.  | 7. května 2007     | Teplice, Česko            | antuka      | Martin Vacek            | 6–7(4–7), 6–4, 6–4           |
| Vítěz     | 5.  | 14. května 2007    | Namangan, Uzbekistán      | tvrdý       | Jü-cuo Wang             | 7–6(7–2), 6–4                |
| Vítěz     | 6.  | 15. října 2007     | La Roche-sur-Yon, Francie | tvrdý (h)   | Adrian Mannarino        | 6–4, 3–6, 6–4                |
| Finalista | 6.  | 10. prosince 2007  | Opava, Česko              | koberec (h) | Karol Beck              | 2–6, 7–5, 7–5                |
| Vítěz     | 7.  | 9. června 2008     | Košice, Slovensko         | antuka      | Miguel Ángel López Jaén | 7–5, 6–1                     |
| Vítěz     | 8.  | 26. ledna 2009     | Mettmann, Německo         | koberec (h) | Stéphane Robert         | 7–6(8–6), 6–4                |
| Vítěz     | 9.  | 2. března 2009     | Bergamo, Itálie           | tvrdý (h)   | Benedikt Dorsch         | 6–1, 4–6, 7–6(7–3)           |
| Vítěz     | 10. | 2. května 2010     | Ostrava, Česko            | antuka      | Ivan Dodig              | 7–5, 4–6, 7–6(7–4)           |
| Finalista | 7.  | 31. ledna 2011     | Singapur                  | tvrdý       | Dmitrij Tursunov        | 6–4, 6–2                     |
| Vítěz     | 11. | 8. května 2011     | Praha, Česko              | antuka      | Alex Bogomolov          | 7–6(7–1), 5–2skreč           |
| Vítěz     | 12. | 3. července 2011   | Braunschweig, Německo     | antuka      | Jevgenij Donskoj        | 7–5, 7–6(7–2)                |
| Vítěz     | 13. | 11. listopadu 2012 | Bratislava, Slovensko     | tvrdý (h)   | Björn Phau              | 6–7(3–7), 7–6(7–5), 7–6(8–6) |
| Finalista | 8.  | 10. listopadu 2013 | Bratislava, Slovensko     | tvrdý (h)   | Lukáš Lacko             | 6–4, 3–6, 6–4                |
| Vítěz     | 14. | březen 2014        | Irving,Spojené státy      | tvrdý       | Steve Johnson           | 6–0, 6–3                     |
| Vítěz     | 15. | červen 2014        | Praha, Česko              | antuka      | Jiří Veselý             | 3–6, 6–4, 6–4                |
| Vítěz     | 16. | červenec 2018      | Pardubice, Česko          | antuka      | Peter Torebko           | 6–4, 6–0                     |
| Vítěz     | 17. | červenec 2018      | Praha, Česko              | antuka      | Oleksandr Nedověsov     | 4–6, 6–3, 6–4                |
| Finalista | 9.  | listopad 2018      | Bratislava, Slovensko     | tvrdý (h)   | Alexandr Bublik         | 4–6, 4–6                     |
| Finalista | 10. | únor 2021          | Cherbourg, Francie        | tvrdý (h)   | Ruben Bemelmans         | 4–6, 4–6                     |
| Finalista | 11. | únor 2022          | Šarm a-Šajch, Egypt       | tvrdý       | Hady Habib              | 4–6, 4–6                     |
| Vítěz     | 18. | srpen 2022         | Muttenz, Švýcarsko        | antuka      | Maxime Mora             | 6–3, 6–4                     |
| Finalista | 12. | září 2022          | Istanbul, Turecko         | tvrdý       | Radu Albot              | 2–6, 0–6                     |

### Čtyřhra: 50 (25–25)
| Stav      | č.  | datum              | turnaj                           | povrch      | spoluhráč           | soupeři ve finále                                    | výsledek                   |
| --------- | --- | ------------------ | -------------------------------- | ----------- | ------------------- | ---------------------------------------------------- | -------------------------- |
| Finalista | 1.  | 24. ledna 2005     | Anif, Rakousko                   | koberec (h) | Martin Fafl         | Markus Krenn Wolfgang Schranz                        | 6–4, 6–2                   |
| Vítěz     | 1.  | 1. srpna 2005      | Novi Sad, Srbsko a Černá Hora    | antuka      | Peter Miklusicak    | Aleksander Slović Viktor Troicki                     | 6–4, 6–4                   |
| Finalista | 2.  | 15. srpna 2005     | Žilina, Slovensko                | antuka      | Daniel Lustig       | Jaroslav Pospíšil Adrian Sikora                      | 6–2, 3–6, 6–0              |
| Vítěz     | 2.  | 22. srpna 2005     | Kaposvár, Maďarsko               | antuka      | Alessandro da Col   | José-Carlos García-Sánchez Miguel Pérez Puigdomenech | 7–5, 4–6, 6–4              |
| Finalista | 3.  | 29. srpna 2005     | Szolnok, Slovensko               | antuka      | Alessandro da Col   | Kornél Bardóczky Gergely Kisgyörgy                   | 6–2, 6–1                   |
| Vítěz     | 3.  | 6. března 2006     | Zabrze, Polsko                   | tvrdý       | Michail Filima      | Mateusz Kowalczyk Dawid Piatkowski                   | 6–1, 3–6, 6–3              |
| Vítěz     | 4.  | 15. května 2006    | Most, Česko                      | antuka      | Roman Vogeli        | Daniel Brands Johan Brunström                        | 6–2, 5–7, 7–6(7–5)         |
| Finalista | 4.  | 26. června 2006    | Szolnok, Slovensko               | antuka      | David Klier         | Jakub Hašek David Novak                              | 7–6(7–4), 2–6, 6–3         |
| Vítěz     | 5.  | 17. července 2006  | Waterloo, Belgie                 | antuka      | Nikita Kryvonos     | Jordane Doble Julien Jeanpierre                      | 6–2, 6–3                   |
| Vítěz     | 6.  | 24. července 2006  | Sint-Katelijne-Waver, Belgie     | antuka      | Nikita Kryvonos     | Stephan Fransen Romano Frantzen                      | 6–2, 6–7(5–7), 7–5         |
| Vítěz     | 7.  | 23. října 2006     | Rodez, Francie                   | tvrdý (h)   | Denis Istomin       | Stefan Wauters Reginald Willems                      | 4–6, 7–6(7–4), 7–6(7–4)    |
| Vítěz     | 8.  | 27. listopadu 2006 | Vendryně, Česko                  | tvrdý (h)   | Igor Zelenay        | Daniel Lustig Filip Polášek                          | 6–1, 6–1                   |
| Vítěz     | 9.  | 4. prosince 2006   | Opava, Česko                     | koberec (h) | Igor Zelenay        | Roman Vogeli Jaroslav Pospíšil                       | 4–6, 6–2, 6–1              |
| Vítěz     | 10. | 5. února 2007      | Vratislav, Polsko                | tvrdý (h)   | Jan Vacek           | Michal Mertiňák Jean-Claude Scherrer                 | 7–5, 7–6(7–4)              |
| Vítěz     | 11. | 4. prosince 2006   | Záhřeb, Chorvatsko               | tvrdý (h)   | Ivan Dodig          | Petar Jelenić Slimane Saoudi                         | 6–7(1–7), 6–4, 6–4         |
| Finalista | 5.  | 12. března 2007    | Sarajevo, Bosna a Hercegovina    | tvrdý (h)   | Jan Mertl           | Ernests Gulbis Deniss Pavlovs                        | 6–4, 6–3                   |
| Vítěz     | 12. | 30. dubna 2007     | Ostrava, Česko                   | antuka      | Bastian Knittel     | Alexandr Krasnoruckij Alexandr Kudrjavcev            | 2–6, 7–5, [11–9]           |
| Vítěz     | 13. | 14. května 2007    | Namangan, Uzbekistán             | tvrdý       | Martin Slanar       | Chen Ti Jü-cuo Wang                                  | 6–2, 3–6, 6–1              |
| Finalista | 6.  | 21. května 2007    | Fergana, Uzbekistán              | tvrdý (h)   | Martin Slanar       | Daniel Brands John Paul Fruttero                     | 7–6(7–1), 7–5              |
| Vítěz     | 14. | 11. června 2007    | Košice, Slovensko                | antuka      | Filip Polášek       | Leonardo Azzaro Flavio Cipolla                       | 6–1, 7–6(7–5)              |
| Finalista | 7.  | 8. října 2007      | Saint-Dizier, Francie            | tvrdý (h)   | Florin Mergea       | Martin Slanar Pavel Šnobel                           | 6–2, 6–3                   |
| Vítěz     | 15. | 15. října 2007     | La Roche-sur-Yon, Francie        | tvrdý (h)   | Raphael Durek       | Vladimir Obradović Igor Sijsling                     | 6–3, 6–1                   |
| Vítěz     | 16. | 3. prosince 2007   | Frýdlant nad Ostravicí, Česko    | koberec (h) | Igor Zelenay        | Jiří Krkoška Ján Stančík                             | 6–4, 6–2                   |
| Finalista | 8.  | 10. prosince 2007  | Opava, Česko                     | koberec (h) | Igor Zelenay        | Nikola Martinović Joško Topić                        | 6–4, 7–5                   |
| Vítěz     | 17. | 28. ledna 2008     | Vratislav, Polsko                | tvrdý (h)   | James Cerretani     | Werner Eschauer Jürgen Melzer                        | 6–7(7–9), 6–3, [10–7]      |
| Finalista | 9.  | 1. září 2008       | Düsseldorf, Německo              | antuka      | Igor Zelenay        | Jan Hájek Tomáš Zíb                                  | 1–6, 6–2, [10–7]           |
| Vítěz     | 18. | 5. ledna 2009      | Schwieberdingen, Německo         | koberec (h) | Andis Juška         | David Klier Philipp Marx                             | 6–1, 6–4                   |
| Finalista | 10. | 30. března 2009    | Neapol, Itálie                   | antuka      | Frank Moser         | Pablo Cuevas David Marrero                           | 6–4, 6–3                   |
| Finalista | 11. | 21. září 2009      | Trnava, Slovensko                | antuka      | Jan Minář           | Grigor Dimitrov Teimuraz Gabašvili                   | 6–4, 2–6, [10–8]           |
| Finalista | 12. | 28. září 2009      | Neapol, Itálie                   | antuka      | Thiago Alves        | Ivan Dodig Frederico Gil                             | 6–1, 6–3                   |
| Finalista | 13. | 8. března 2010     | Sarajevo, Bosna a Hercegovina    | tvrdý (h)   | Ivan Dodig          | Nicolas Mahut Édouard Roger-Vasselin                 | 7–6(8–6), 6–7(7–9), [10–5] |
| Vítěz     | 19. | 5. července 2010   | Oberstaufen, Německo             | antuka      | Frank Moser         | Hans Podlipnik-Castillo Max Raditschnigg             | 6–0, 7–5                   |
| Vítěz     | 20. | 26. září 2010      | Trnava, Slovensko                | antuka      | Karol Beck          | Alexander Peya Martin Slanar                         | 4–6, 7–6(7–3), [10–8]      |
| Finalista | 14. | 19. listopadu 2011 | Bratislava, Slovensko            | tvrdý       | David Škoch         | Jan Hájek Lukáš Lacko                                | 7–5, 7–5                   |
| Vítěz     | 21. | 7. května 2012     | Praha, Česko                     | antuka      | Horacio Zeballos    | Martin Kližan Igor Zelenay                           | 7–5, 2–6, [12–10]          |
| Finalista | 15. | 3. června 2013     | Prostějov, Česko                 | antuka      | Mateusz Kowalczyk   | Nicholas Monroe Simon Stadler                        | 6–4, 6–4                   |
| Vítěz     | 22. | 3. června 2014     | Prostějov, Česko                 | antuka      | Andre Begemann      | Peter Polansky Adil Shamasdin                        | 6–1, 6–2                   |
| Finalista | 16. | 22. ledna 2017     | Koblenz, Německo                 | tvrdý(h)    | Roman Jebavý        | Hans Podlipnik-Castillo Andrei Vasilevskij           | 7–5, 3–6, [16–14]          |
| Finalista | 17. | 6. května 2017     | Ostrava, Česko                   | antuka      | Rameez Junaid       | Džívan Nedunčežijan Franko Škugor                    | 6–3, 6–2                   |
| Finalista | 18. | 11. srpna 2017     | Portorož, Slovinsko              | tvrdý       | Franko Škugor       | Hans Podlipnik-Castillo Andrei Vasilevskij           | 6–3, 7–6(7–4)              |
| Finalista | 19. | 5. května 2018     | Ostrava, Česko                   | antuka      | Serhij Stachovskyj  | Attila Balázs Gonçalo Oliveira                       | 6–0, 7–5                   |
| Vítěz     | 23. | 10. srpna 2018     | Portorož, Slovinsko              | tvrdý       | Gerard Granollers   | Nikola Ćaćić Lucas Miedler                           | 7–5, 6–3                   |
| Vítěz     | 24. | 5. října 2018      | Almaty, Kazachstán               | tvrdý       | Zdeněk Kolář        | Jevgenij Karlovskij Timur Chabibulin                 | 6–3, 6–1                   |
| Finalista | 20. | 14. září 2019      | Istanbul, Turecko                | tvrdý       | Marek Gengel        | Andrej Golubjev Oleksandr Nedověsov                  | bez boje                   |
| Finalista | 21. | 22. srpna 2020     | Praha, Česko                     | antuka      | Zdeněk Kolář        | Pierre-Hugues Herbert Arthur Rinderknech             | 3–6, 4–6                   |
| Vítěz     | 25. | 11. září 2020      | Prostějov, Česko                 | antuka      | Zdeněk Kolář        | Sriram Baladži Divij Šaran                           | 6–2, 2–6, [10–6]           |
| Finalista | 22. | 25. září 2021      | Bukurešť, Rumunsko               | antuka      | Maximilian Marterer | Ruben Gonzales Hunter Johnson                        | 6–1, 2–6, [3-10]           |
| Finalista | 23. | 4. prosince 2021   | Forli, Itálie                    | tvrdý (h)   | Vitalij Sačko       | Antonio Šančić Tristan-Samuel Weissborn              | 6–7(4-7), 6–4, [7-10]      |
| Finalista | 24. | 30. července 2022  | San Benedetto del Tronto, Itálie | antuka      | Fábián Marozsán     | Vladyslav Manafov Oleg Prihodko                      | 6–4, 3–6, [10-12]          |
| Finalista | 25. | 3. září 2022       | Mallorca, Španělsko              | tvrdý       | Marek Gengel        | Juki Bhambri Saketh Myneni                           | 2–6, 2–6                   |